# スズキ・SX4
SX4（エスエックスフォー）はスズキのクロスオーバーSUV・セダンである。
本項目では、フィアットとの共同開発車として登場した2006年から2014年のモデル及び同型式の改造車で参戦したモータースポーツについて記し、2013年から「SX4 S-CROSS」（日本市場における車名）として販売されていたモデル及び後継モデルについてはスズキ・S-CROSSの項目を参考とされたい。

## 初代 YA11S/YA41S/YB11S/YB41S/YC11S型（2006年 - 2014年）
フィアットとの共同開発車であるものの、スズキが設計し、組み立ても世界各地のスズキの生産拠点で行われ、エンジン（ディーゼルを除く）およびプラットフォームもスズキのスイフトと同じものが使用されるなど、非常にスズキ色の強い車である。フィアットでは姉妹車「フィアット・セディチ」として販売されていたが2014年に終了し、500Xにバトンタッチした。スズキでは（車両コンセプトは多少異なるが）エリオの後継車種に相当する。
デザインはジョルジェット・ジウジアーロ率いるイタルデザインが担当している。「X-OVERREVOLUTION（クロスオーバーレヴォリューション）」を開発コンセプトとし、スポーティーコンパクトカーとSUVを融合（クロスオーバー）させたモデルとして開発された。運動性能を重視したハッチバックタイプのコンパクトカーでありつつも、全高1,585 mmと高めのボディに加え「X○」系のグレードにはフェンダー部にサイドクラッディング（モール）を入れるなど、SUV的要素が取り入れられている。当時、スズキでは「スポーツ・クロスオーバー」と称していたが、実際には日本ではそれまでほとんどなじみのなかったコンパクトクロスオーバーSUVの嚆矢ともいえるモデルでもある。なお全幅が1,730 mm - 1,755 mmのため、日本国内では全車3ナンバーとなる。エンジンはスズキ製ガソリン2種類（1.6 L・2.0 L）と、フィアット製の1.9 Lディーゼルターボ（1.9 JTD）が用意される（日本仕様車はガソリンエンジンのみ）。スイフトスポーツの足周りを受け継いでいるため、ホイールはこのクラスのFFベース車に採用される事が多いPCD100・4穴ではなく、PCD114.3・5穴を採用している。
WRカー化を前提にしたスポーツコンパクトとしても開発されており、同社スイフト比でねじり剛性で10 %以上、曲げ剛性では20 %以上、リヤサスペンションの取付剛性も190 %以上強化された。
2007年3月にジュネーヴモーターショーでセダンモデルが発表された。エリオセダンの後継との位置づけで、日本および北米に先駆けて中国およびインドで先行発売され、日本では同年7月に発売された。
2005年12月1日
同日に欧州での生産が開始され、併せて実車の写真が公開された。
製造はハンガリーのマジャールスズキで行われ、生産目標は年間6万台で、内4万台がスズキ向けである。
2006年3月
欧州仕様車がジュネーヴ・モーターショーで正式に発表された。
量産車はクロスカントリーカー色の強い「アウトドアライン」と、より都会的なイメージの「アーバンライン」の2タイプが用意される。また、2007年からのWRCへの参戦も発表され、競技用車両（SX4 WRCコンセプト）が参考出品車として出展されている。
2006年4月
北米仕様車がニューヨーク国際オートショーで発表。
北米向けのエンジンは2.0 Lガソリン1種類のみで、製造は日本の相良工場で行われる。
2006年（平成18年）7月4日
日本国内での発売開始。エンジンは日本の税制区分に合わせたガソリン2種類 （M15A型1.5 L・J20A型2.0 L）を用意。北米仕様と同じく相良工場で製造される。全車にFFとパートタイム4WDが設定される。トランスミッションは4速ATのみ。国土交通省への届出には2.0 Lのマニュアルトランスミッション仕様も含まれ、型式認証も受けていたが、日本国内向けには発売されなかった。
発売当時のグレードは廉価グレードの「1.5E」、スポーツ色を高めた「1.5G」、「2.0S」、欧州でのアウトドアラインにあたる「1.5XG」の4グレード。目標年間販売台数は1万5,000台と発表されている。車両型式は駆動方式により異なり、2WD車はYA#1型、4WD車はYB#1型となる。
2006年（平成18年）10月11日
アウトドアラインに、新グレード「2.0XS」追加。
2006年（平成18年）12月5日
スポーツ用品ブランド「サロモン」のイメージに合わせ、ウィンタースポーツを楽しむユーザーに向けた特別限定車「1.5サロモンリミテッド」発売（限定1,000台）。
2007年（平成19年）3月
ジュネーヴモーターショーでセダンモデルが発表。
2007年（平成19年）5月15日
新グレードとして、お買い得グレードの「1.5F」、ルーフレールとアンダーモールを装備した廉価なアウトドアグレード、「1.5XF」を追加。
2007年（平成19年）6月5日
アルカンターラを使用したシート表皮とディスチャージヘッドランプなどを装備した特別仕様車「1.5ヘリーハンセンリミテッド」発売。（限定1,000台）
2007年（平成19年）7月24日
4ドアセダンの「SX4セダン」を追加（車両型式はYC11S型）。1.5 L・FFのみで2.0 Lや4WDの設定はない。グレードは「1.5F」と「1.5G」の2種で、後者に関しては15インチアルミホイールやディスチャージヘッドランプなどが装備されている。外観ではフロントバンパーとフロントグリルがセダン専用デザインとなっているほか、セダン専用色として同社のパレットやソリオなどにも採用されている「ノクターンブルーパール」を用意。目標年間販売台数はハッチバックと合わせて10,000台と発表されている。
2007年（平成19年）11月6日
昨年に引き続き、特別限定車「1.5サロモンリミテッド」を発売。（限定700台）
2008年（平成20年）6月26日
昨年に引き続き、特別限定車「1.5ヘリーハンセンリミテッド」を発売。今回は防水シート・防水ドアトリムなど、内装のいたるところに「ヘリーハンセン」のロゴが入っている。また、ディスチャージヘッドランプやオートライトシステムなどを装備している。（限定700台）
2008年10月
仕様変更。5ドアタイプは廉価グレードの「1.5E」を廃止。また、ボディカラーは「パールメタリックカシミールブルー」を廃止。セダンタイプも仕様変更された。
2009年（平成21年）5月20日
一部改良。グレード形態を整理し、5ドアタイプは「1.5G」と「1.5XG」の2グレードとなり2.0L車は廃止。セダンタイプは「G」の2WD車のみの設定となった。M15A型エンジンに可変吸気システムが追加されたことで最高出力・最大トルクをアップ。点火方式について、2つの気筒を1つのイグニッションコイルで点火させる「セミダイレクトイグニッション」方式の採用を廃止して、1気筒あたりイグニッションコイルが1個の通常のダイレクトイグニッション方式を採用した。メーターパネルを自発光式に変更し、時刻・外気温・燃費を表示するインフォメーションディスプレイを追加。また、LEDターンランプ付ドアミラーを追加し、その他一部の装備を変更。さらに、5ドアタイプはリアシートの収納方法の変更と荷室ボードの追加で使い勝手を向上するとともに、フロントグリルとアルミホイールのデザインを変更。
2012年（平成24年）6月11日
一部改良。5ドアタイプ・セダンタイプ共にリアシート中央にヘッドレストと3点式シートベルトを標準装備し、シート表皮を変更。さらに5ドアタイプではアルミホイールとフロントグリルのデザインも変更した。
2013年（平成25年）2月1日
仕様変更。5ドアタイプ・セダンタイプ共にJC08モード燃費に対応した。
2013年（平成25年）3月5日
後継モデルとなるS-CROSS (SX4 S-CROSS)発表。
2014年（平成26年）10月
5ドア、セダン共にそれぞれ日本での生産終了。以後は在庫のみの販売となる。
2014年（平成26年）11月
5ドア、セダン共にそれぞれ日本での販売終了。同時に公式HPへの掲載も終了。また、マジャールスズキでも製造を終了。

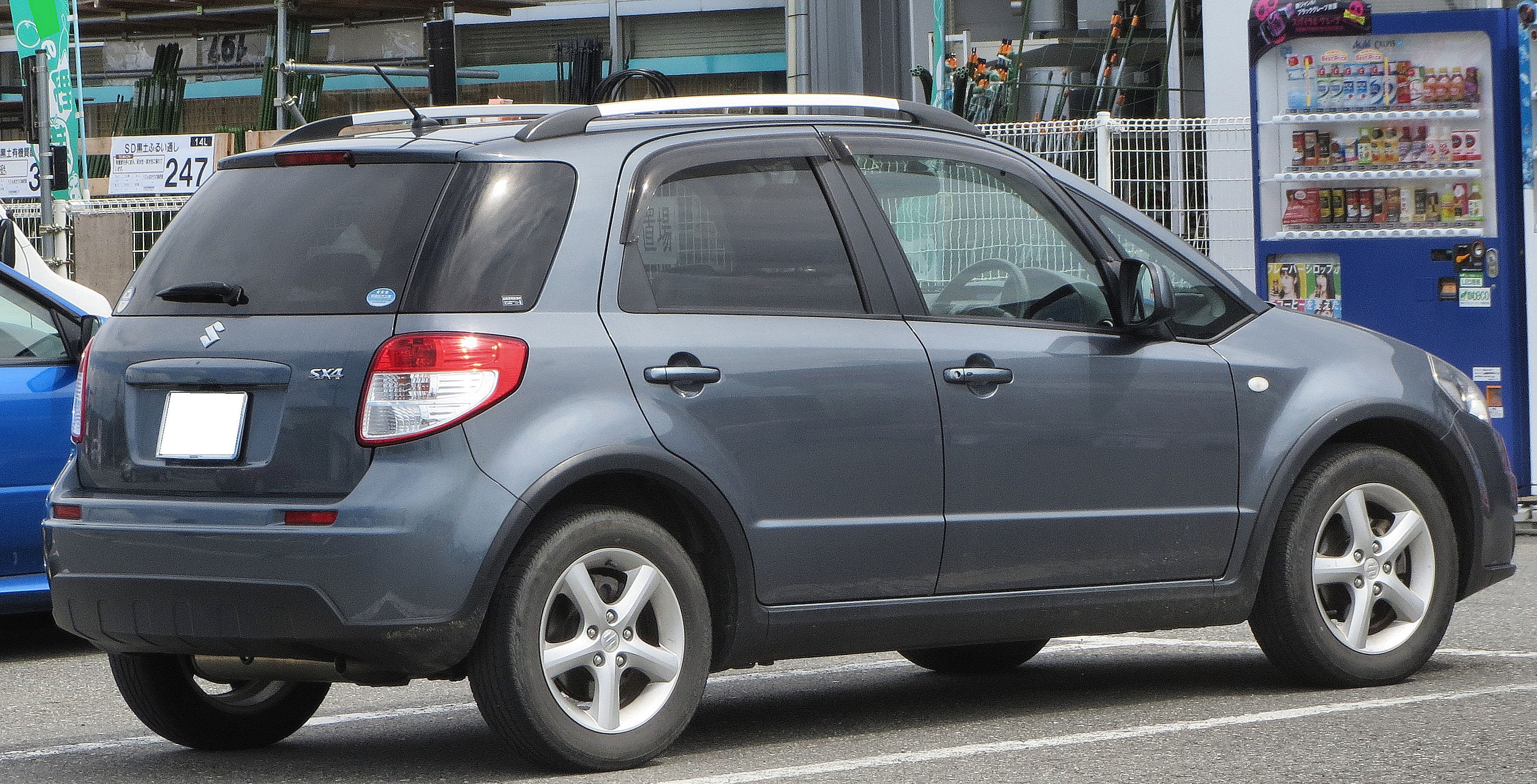
5ドア リア
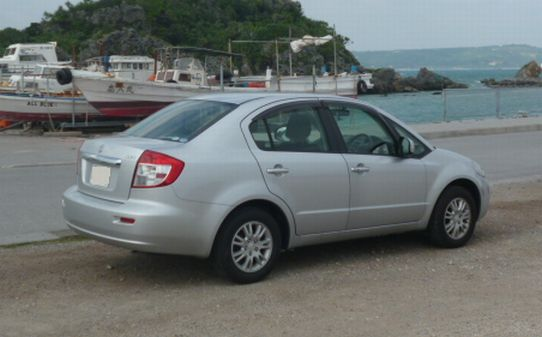
セダン　後期型　1.5G　リア
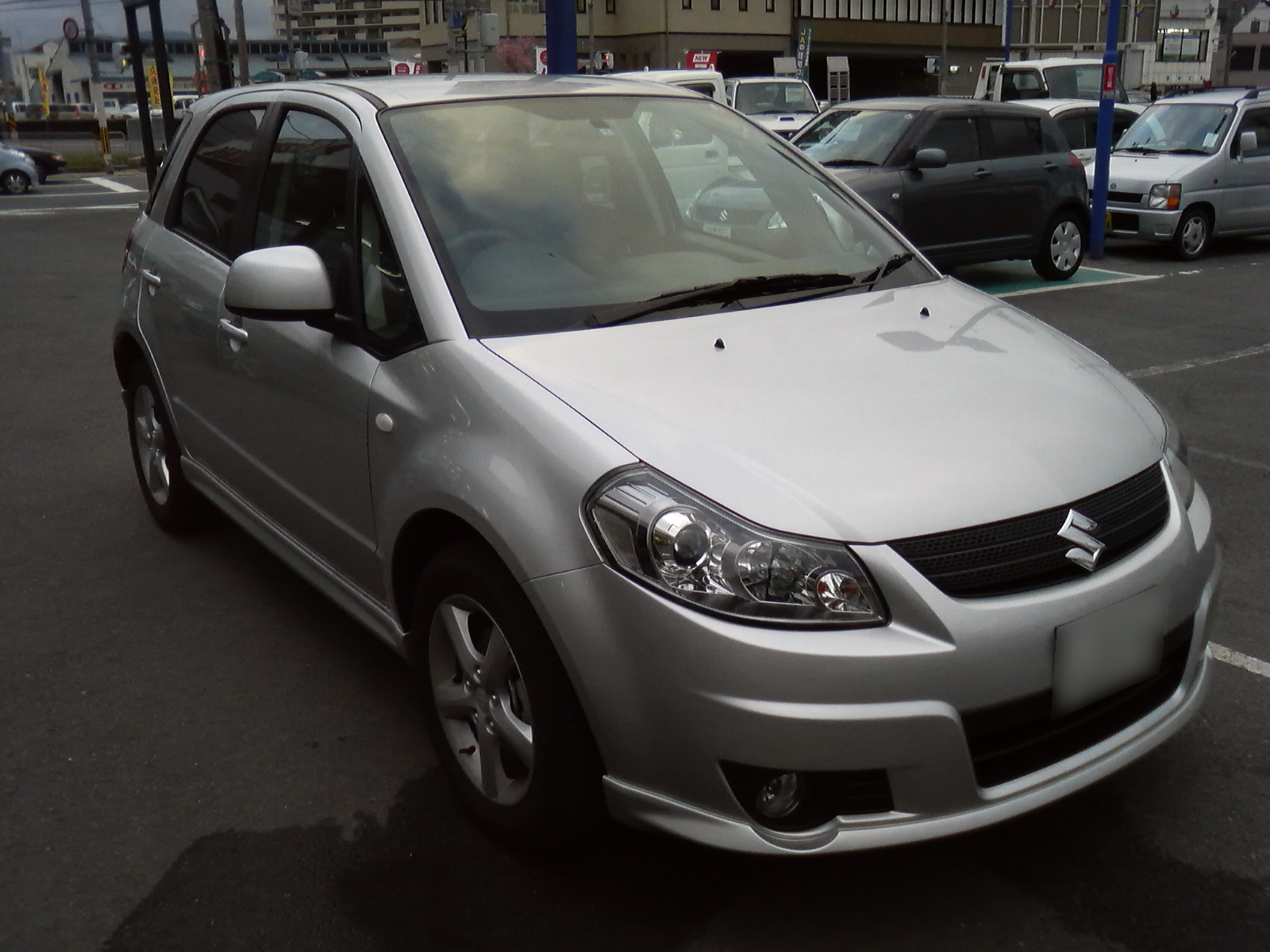
前期 1.5G フロント
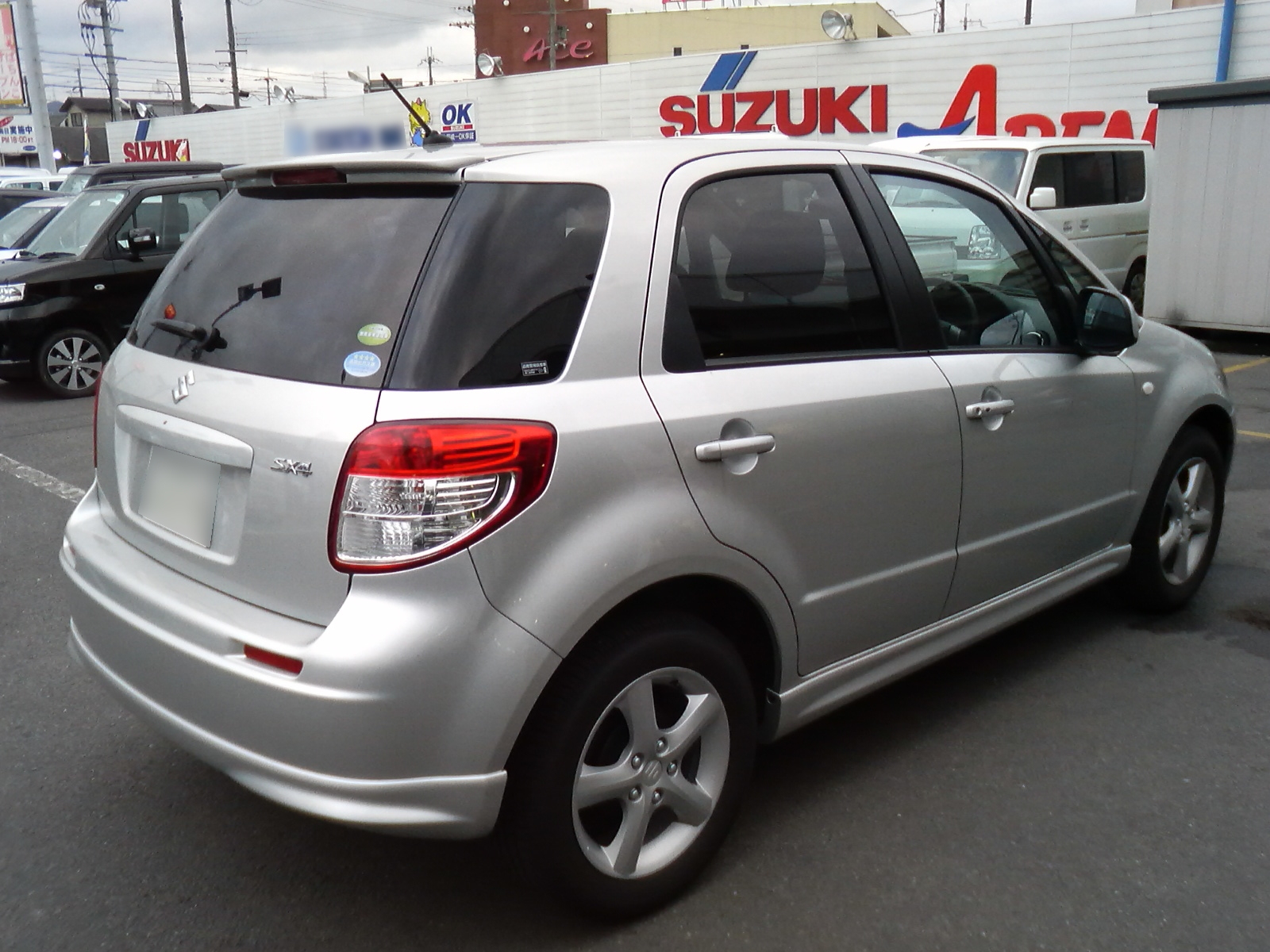
前期 1.5G リア
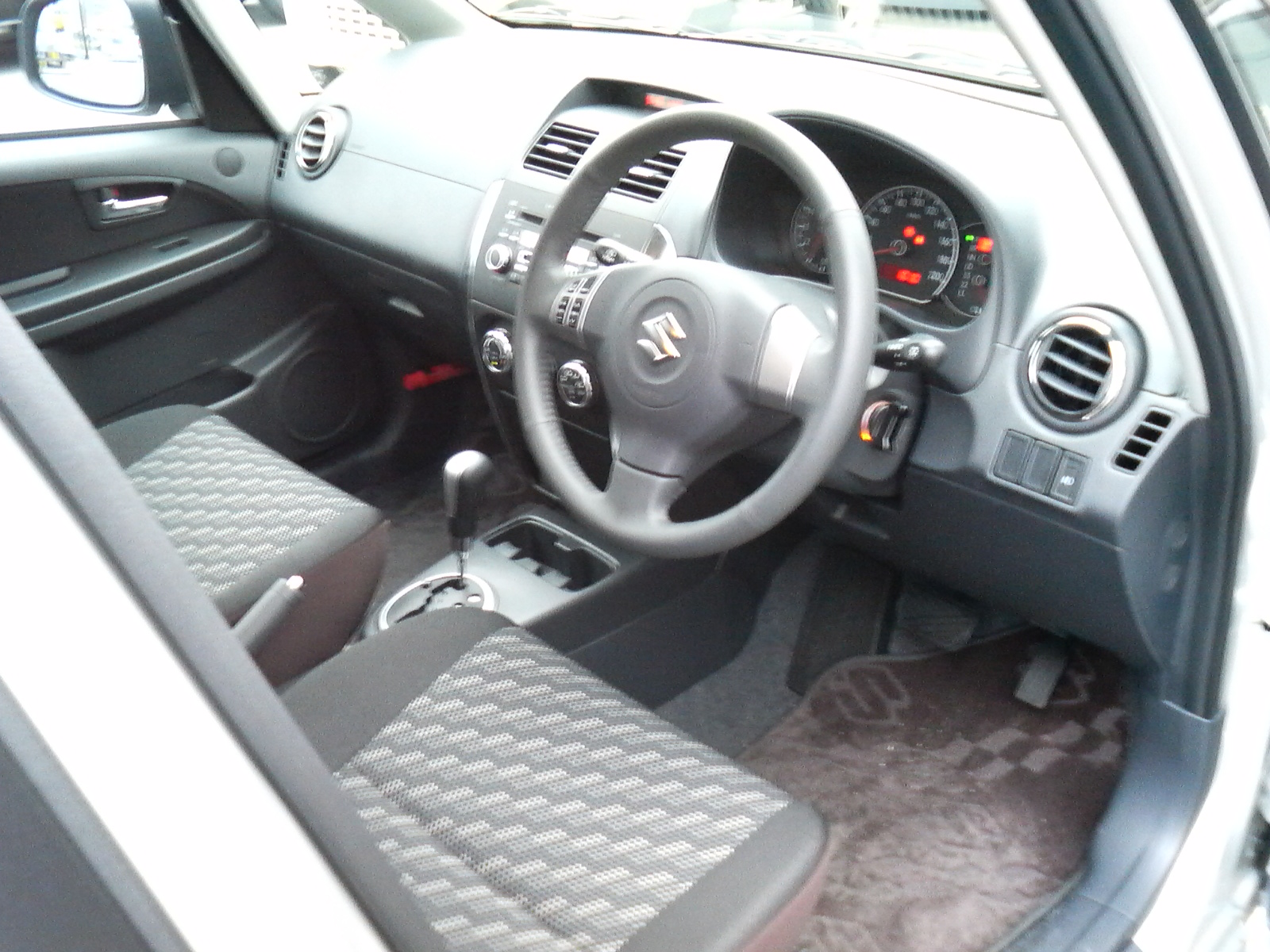
前期 1.5G 内装
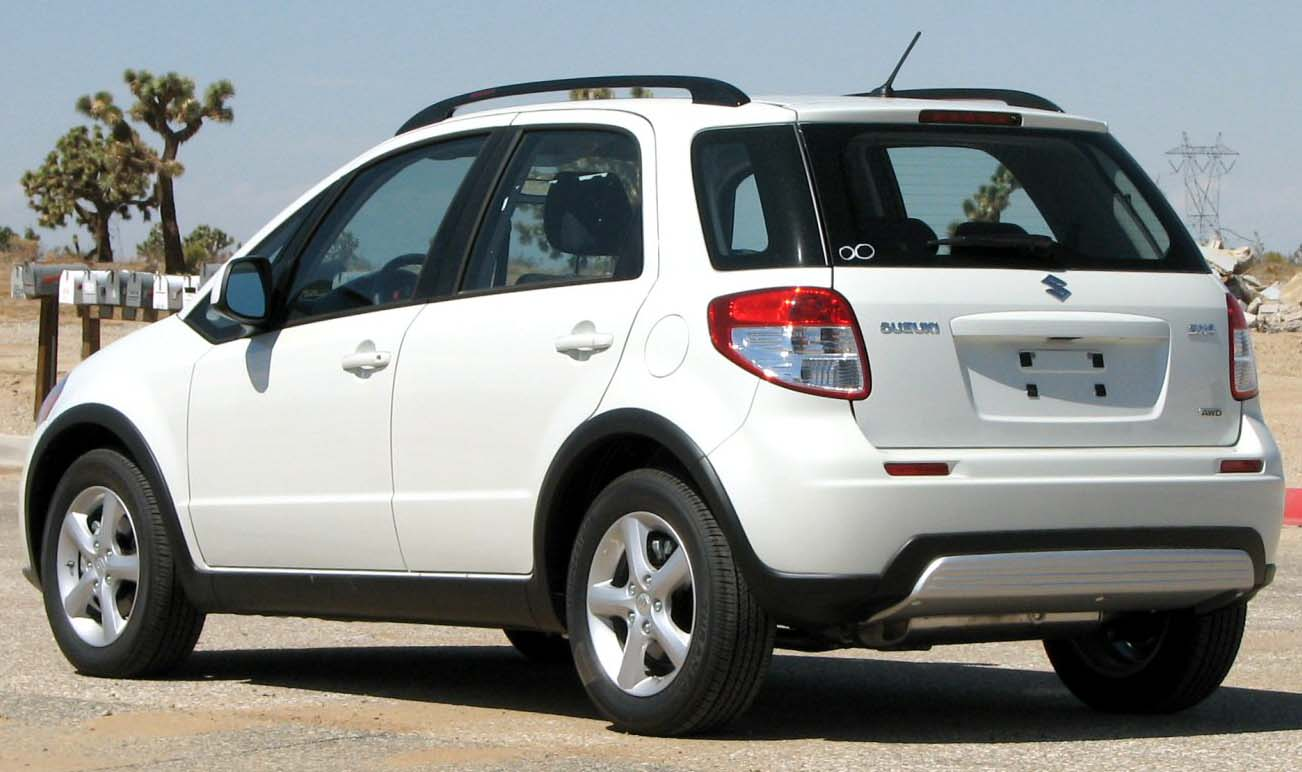
5ドア（輸出仕様・リア）
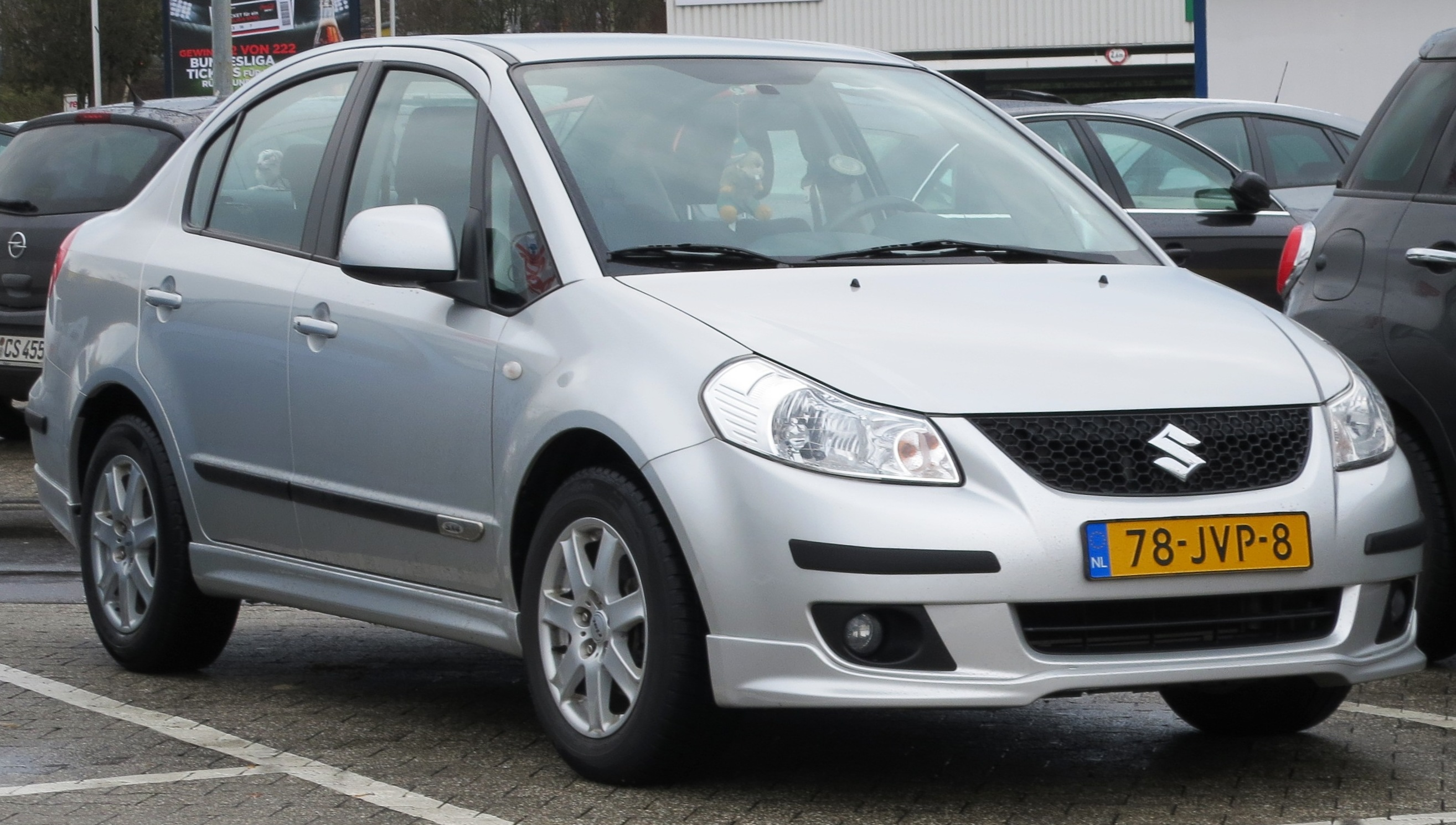
セダン（輸出仕様・フロント）
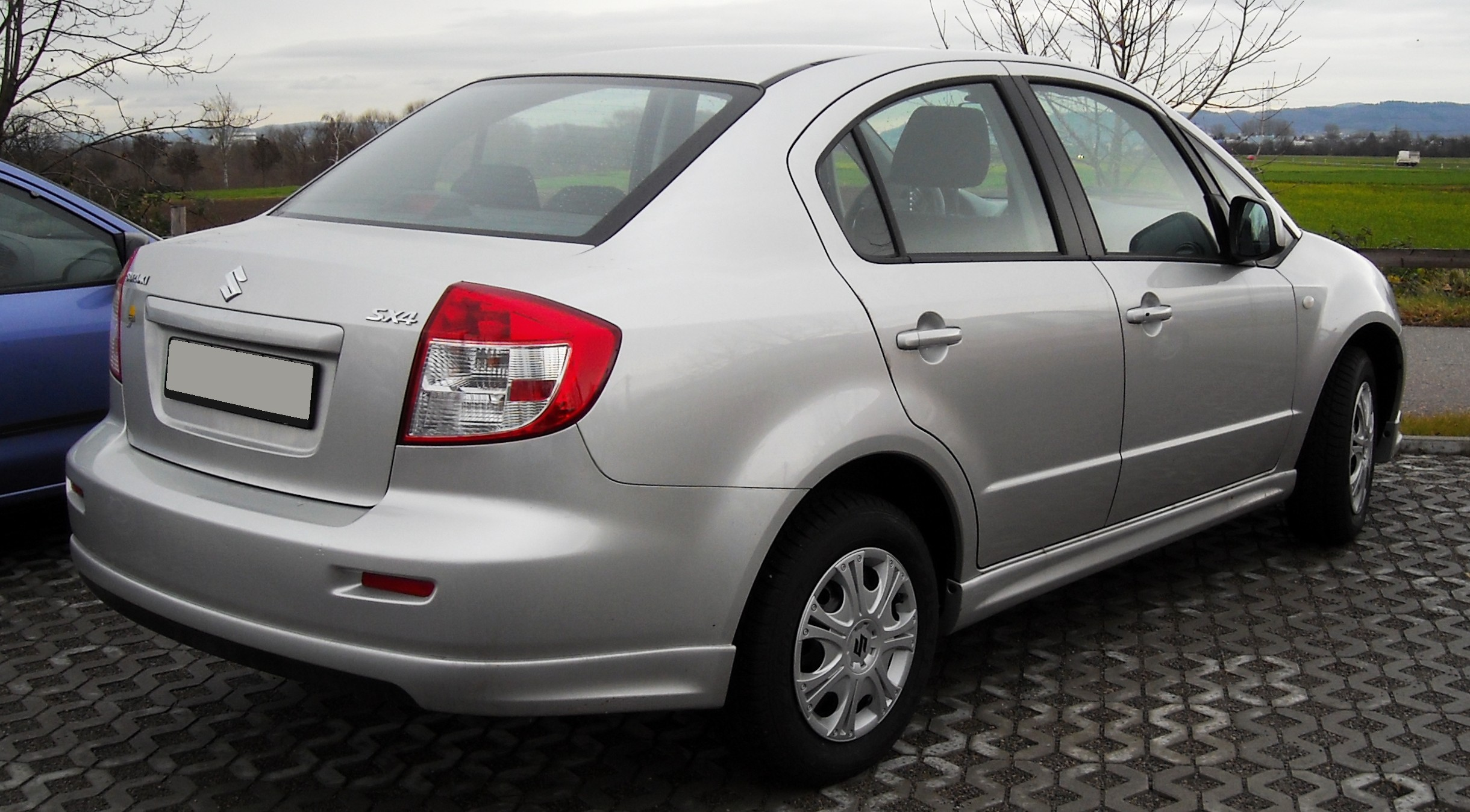
セダン（輸出仕様・リア）
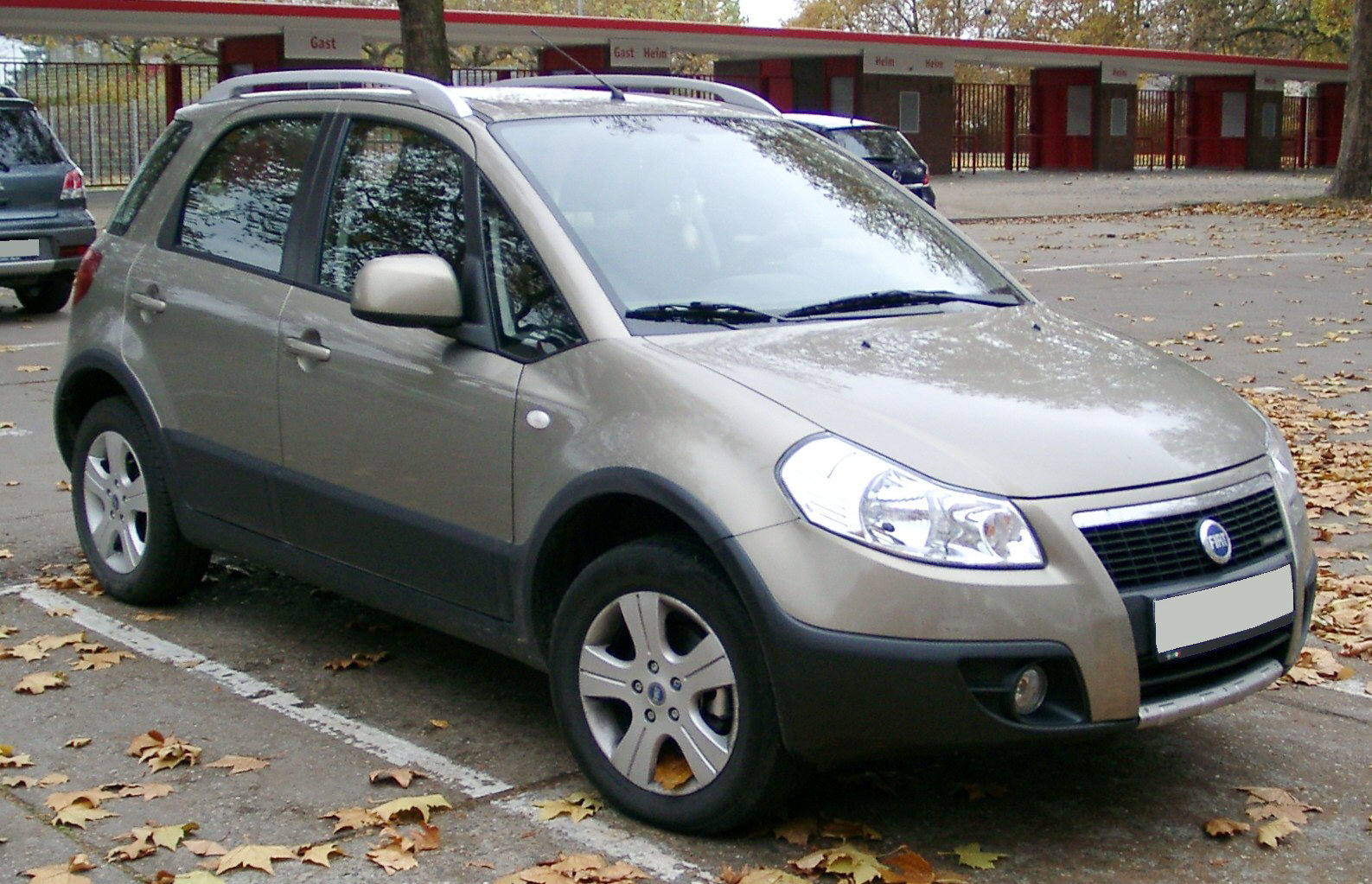
フィアット・セディチ

## モータースポーツ

### WRC
2006年3月のジュネーブモーターショーで2007年8月からのWRC（世界ラリー選手権）へのフル参戦が発表され、WRCコンセプトカーが参考出品車された。同年7月4日の日本での新車発表会の場においてプロトタイプが展示され、テスト走行の動画も公開された。実際のマシンの開発やオペレーションはJWRCも担っていた田嶋伸博率いるスズキスポーツが担う。開発責任者はプジョーのWRカーでタイトル連覇の経験も持つミシェル・ナンダンが当初務めた。
なおWRCは2007年シーズンを全9戦の開催とし、2008年シーズンを2007年8月から開催するウインターリーグ制の導入を検討していたため、スズキはこれにあわせて2007年8月からのフル参戦を予定していた。しかし、2006年7月5日に国際自動車連盟 (FIA) はウインターリーグ案を白紙撤回、2007年はこれまでどおり全16戦で行われることになった。そのため、当初の予定より半年早く参戦するか、逆に半年遅らせるかの選択を迫られた。その結果2006年7月20日、スズキは当初より半年遅らせ2008年からのフル参戦を発表した。
2007年は10月12～14日のツール・ド・コルスと11月30日～12月2日のラリーGBにテスト参戦した。ナンダンは2008年のラリー・モンテカルロのテスト直前に電撃離脱したため、三菱自動車で30年以上ワークスマシン開発に携わっていた稲垣秋介が後任となった。しかし引き継ぎは全く行われず、資料もフランス語のものばかりでナンダンの意図を想像しながら解読せざるを得ず、実質的に開発は振り出しに戻ってしまった。
フル参戦デビューとなった2008年は、開幕戦ラリー・モンテカルロで若手のパー・ガンナー・アンダーソンが8位入賞という好調な滑り出しとなった。しかしその後はエンジンやサスペンションなどにトラブルが発生し、前半戦はどちらか1台が走り、2台ともデイリタイアというイベントも多かった。そこでフィンランドからは、それまで発生していたトラブル抑止と軽量化（車重は1,230kgで変わらず）を狙った改良版を投入した。その結果地元の日本（北海道）で10月31日から開催されたラリージャパンでは、札幌ドームで行われたスーパーSSで初のトップタイムを記録した上、アンダーソンがスズキ最高位の5位入賞を果たしている。
一方で体制面は迷走しており、1月に就任したばかりのチームマネージャーの川田輝が第4戦ラリー・アルゼンチンで離脱。またこのアルゼンチンを最後に最後に代表の田嶋と監督の粟津原豊もラリーの現場に姿を見せなくなり、第11戦ラリー・ニュージーランド終了後には田嶋と粟津原も「国内業務に専念する」という理由で辞任、稲垣が監督も兼務することとなった。予算も不足しており、テスト走行も開幕戦以降一度も行えていなかったという。
翌2009年シーズン開幕一ヶ月前の2008年12月15日、スズキはリーマン・ショックによる経営上の判断によるWRC参戦休止を表明した。しかし結果的に、これが事実上の撤退宣言となった。
稲垣によるとSX4はサスペンションストローク量を確保しやすい足回りと、WRカーに適したボディ構造から素性は良く、「ちゃんと開発すれば絶対に勝てる」と断言している。しかしエンジンは素性は悪くなかったものの、ナンダンの目標値が低く開発不足であったためグループNと同等のトルクしか無く、特にターマックラリーを苦手とした。またSUVゆえの重心の高さや前面投影面積の大きさから、高速ラリーでの不利を指摘されてもいた。小回りの利く短いホイールベース・全長が武器で、エンジン性能の差が出にくい低摩擦路面ではそのシャシーの真価が発揮された。

### パイクスピーク
2009年にはそれまでのXL7に変わり、パイクスピーク・インターナショナル・ヒルクライムのベースマシンとして採用。今まで同様、チューナー・ドライバーともに田嶋伸博である。名前と本体形状こそSX4だが、鋼管フレームベースの徹底的に軽量化された車体に、最高出力885PSを誇る2.7L・V6ツインターボエンジンをミッドシップに搭載し、巨大なエアロパーツを付けた「モンスター」である。前回に比べてやや路面状況が悪かったものの10分15秒368のタイムを記録し、総合優勝を遂げた。また、この年のパイクスピークは田嶋を含む参加した日本人選手全員が完走を果たしている。
2010年4月27日、2010年のパイクスピーク・インターナショナル・ヒルクライムに出走するためのスペシャルマシン「SX4・ヒルクライムスペシャル」が発表された。排気量を3.1 Lに、そして最高出力を910 PSまでスープアップしている。同年6月27日、決勝にて10分11秒490を記録。目標であった「10分の壁」は破れなかったが、2位のポール・ダレンバック選手に28秒差をつけ総合優勝5連覇を達成。また、決勝日は田嶋の60歳の誕生日でもあり、還暦を自らの優勝で祝った。
2011年、舗装路が増えていくパイクスピークの路面状況に合わせ、マシンの各部品を細かくアップデート。エンジン等のスペック上は2010年モデルとほとんど変わらないように見えるが、高速化に対応した設定を施される。
同年6月26日、決勝当日のパイクスピークの天候は快晴。前日の予選をトップタイムで通過した田嶋はこの日も快調に走り続けたが、フィニッシュ手前2つ目のヘアピンでファンベルトが切れ、ウォーターポンプが停止するというトラブルが発生。それにより水温が急上昇してオーバーヒート状態になり、パワーステアリングも徐々に機能を失っていった。しかし、それらのトラブルを抱えながらもリタイアすることなくゴールし、9分51秒278を記録。直前で大きなトラブルに見舞われながらも、「10分の壁」を破ることに成功した。2012年以降のパイクスピークの路面はすべてアスファルト舗装されたため、2011年の記録はダートを含むコースでの最高記録となった。

## SX4-FCV（燃料電池自動車）

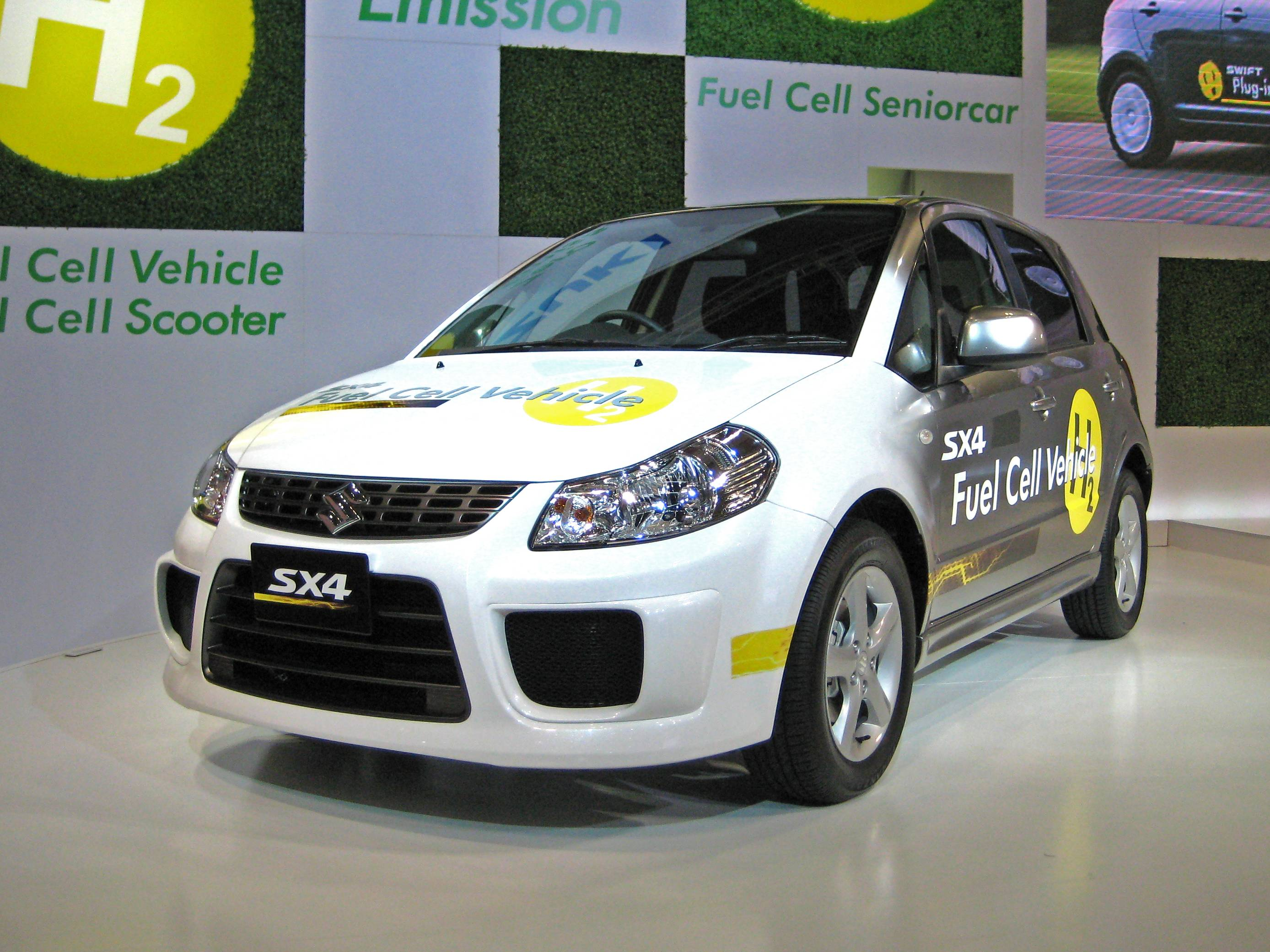
SX4-FCV
（東京モーターショー2009出展車）

SX4はスズキ初の普通乗用車サイズの燃料電池自動車のベース車にもなっており、2008年6月24日にSX4-FCVの国土交通大臣認定を取得、同年7月の洞爺湖サミット・環境ショーケースでお披露目された。ワゴンRFCV/MRワゴンFCV同様ゼネラルモーターズ製の燃料電池（最高出力80kW）を搭載するが、スズキの燃料電池自動車では初めてエネルギー回生吸収および動力アシストを採用するためキャパシタを搭載する。最高速度は時速150km、設計航続距離は250km。

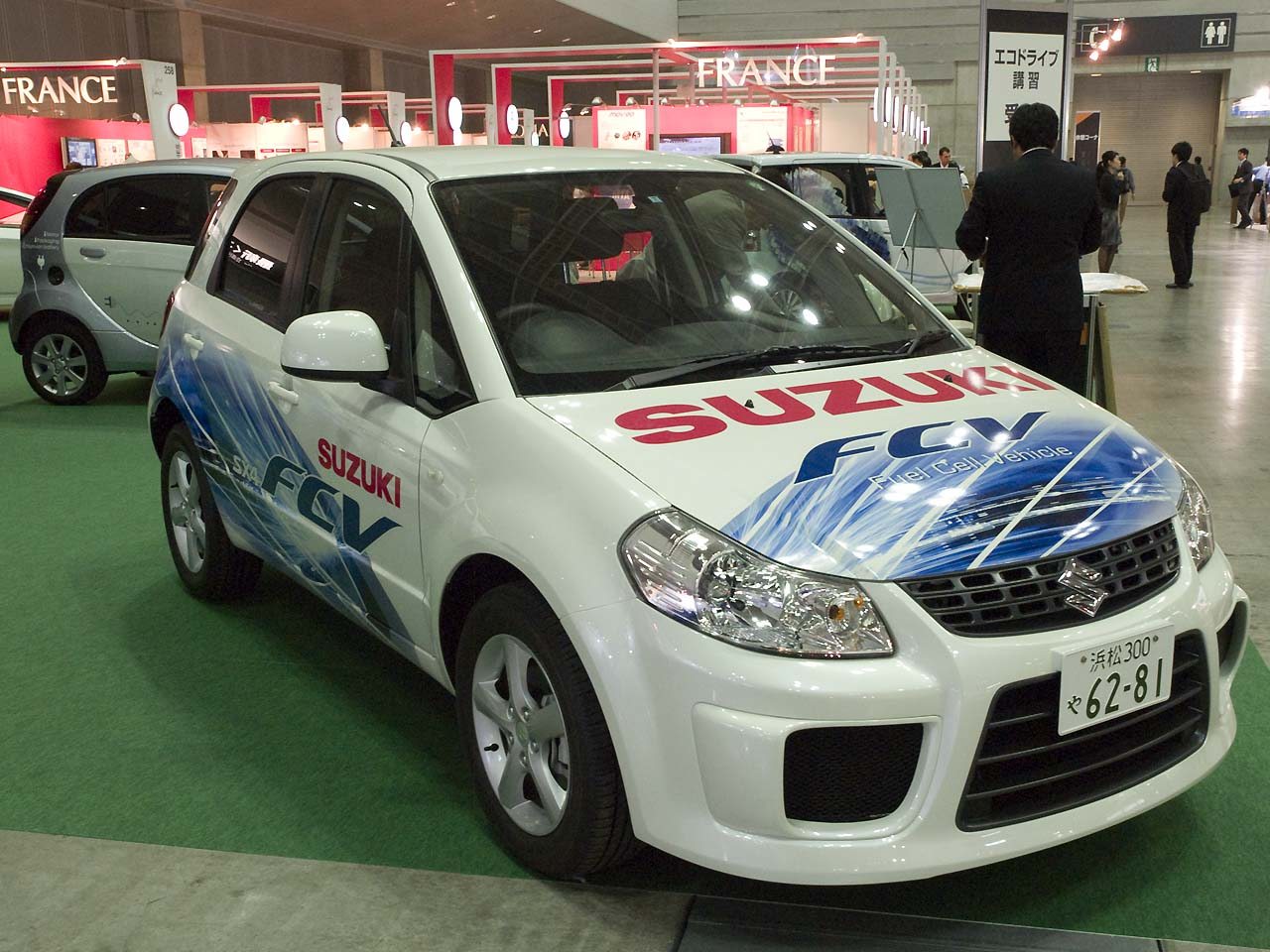
1号車：洞爺湖サミット出展車両 （2009年の人とくるまのテクノロジー展にて撮影）

## 車名の由来
「S」はSPORTまたはSPORTYのそれぞれの頭文字、「X」はX（＝CROSS）-OVER（クロスオーバー）の頭文字、「4」は4WDと4SEASONS（四季）のそれぞれの頭文字を組み合わせて命名されている。